# 阮嘉吉
阮嘉吉（越南语：／；1760年—？年），號迪軒，越南西山朝、阮朝官員。

## 生平
阮嘉吉是山南上鎮快州府文江縣花梂社（今屬興安省文江縣義柱社春梂村）人，景興二十一年（1760年）出生。昭統元年（1787年），阮嘉吉應制科，考中同制科出身。西山朝時，歷任北城督學、歸仁督學。景興六十年（1799年），阮福映收復歸仁，阮嘉吉投降，依然擔任督學一職，封華川侯。嘉隆初，授勤政殿學士。後擔任甲副使，出使清朝。歸國後，升禮部左參知，封葵江侯。後因冒領神敕，被免官下獄。不久後去世。

## 作品
阮嘉吉著有《華程詩集》。